# Polska Partia Zielonych
Polska Partia Zielonych (PPZ) – ugrupowanie polityczne utworzone 10 grudnia 1988 w Krakowie przez m.in. grupę działaczy Polskiego Klubu Ekologicznego. Wśród jego twórców byli m.in. Jerzy Rościszewski, Andrzej Bulicz, Janusz Bryczkowski, Leszek Konarski i Henryk Sobański, którzy zostali wybrani na współprzewodniczących partii. Działała do 1999.

## Historia
PPZ była pierwszą deklarującą odwołanie do ruchu Zielonych partią w bloku wschodnim. Od początku jej działaniom towarzyszyły konflikty między działaczami reprezentującymi często przeciwne sobie poglądy, które były przyczyną m.in. braku udziału partii w wyborach parlamentarnych w 1989. W wyborach prezydenckich rok później partia zadeklarowała chęć startu, ale jej kandydat Janusz Bryczkowski nie zebrał wymaganej liczby podpisów poparcia. W wyborach samorządowych w tym samym roku PPZ zdobyła mandaty radnych w kilku miastach wojewódzkich.
W wyborach parlamentarnych w 1991 PPZ wzięła udział w koalicji z Polską Partią Ekologiczną. Koalicja ta otrzymała 0,63% głosów i nie uczestniczyła w podziale mandatów. W 1992 z partii został wykluczony Janusz Bryczkowski, którego na funkcji przewodniczącego PPZ zastąpił Wiesław Kossakowski. W wyborach parlamentarnych w 1993 uzyskał on mandat z listy Polskiego Stronnictwa Ludowego, jednak w trakcie kadencji partia weszła w skład Sojuszu Lewicy Demokratycznej (będącego wówczas koalicją), w wyniku czego zasiadł w klubie SLD. W wyborach w 1997 z listy SLD mandat posła uzyskał Bogumił Borowski. Po powołaniu w 1999 partii SLD, PPZ weszła w jej skład.